# Jibbing

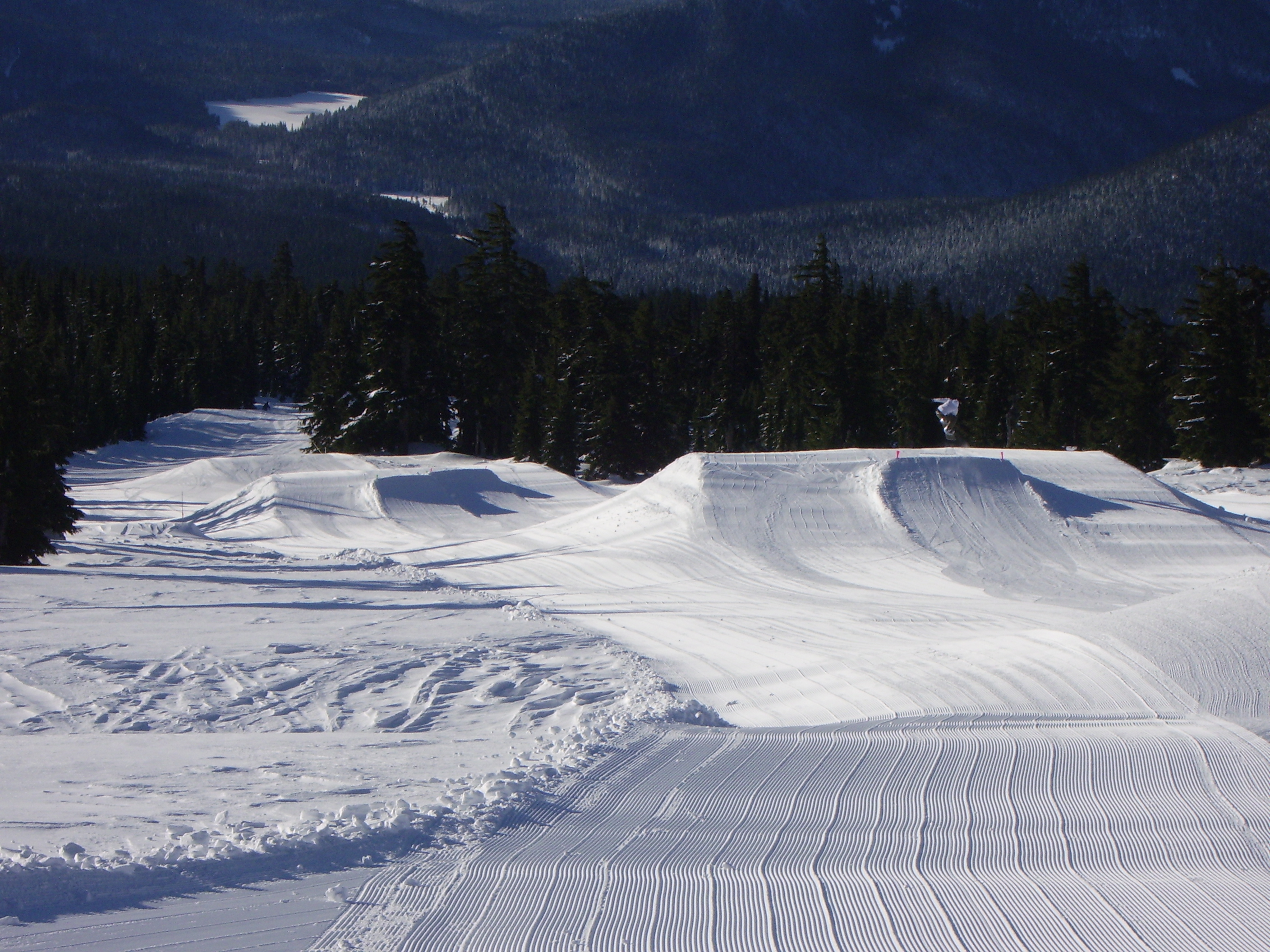
Backe med möjligheter för jibbing, även kallad "fun park"

Jibbing är en skidsport som utövas i så kallade funparks. Med hjälp av så kallade twintips, skidor som är uppböjda i båda ändarna så att det ska fungera att åka baklänges, utför åkaren diverse trick, innefattande åkning på railar och i hopp.

## Historik
Inom utförsåkningen var puckelpist den stora innesporten på 1980- och 1990-talet. Det var då stor fokus på puckel och snowboard. Det kanadensiska landslaget i puckelpist var det bästa landslaget i början av 1990-talet, men 1996 hade de tappat allt och började bli för gamla för puckel. De som var med i laget var bland andra JP Auclair, Mike Douglas, Ian Provo. 
Mike Douglas, den äldste i laget började bli kritiserad av tränaren i laget så han bestämde sig för att sluta. JP och Ian slutade även de. De ville göra något annat och de tyckte att sporten puckel hade spårat ur och att det var för mycket fokusering på tävling. De ville vara fria och göra vad de ville, och började fundera på hur man kan göra en egen gren inom skidåkningen. Resultatet blev Newschool skiing, vilket är den nyaste grenen inom skidåkning.
Det kanadensiska landslaget skapade även twintip-skidan. De skickade en prototyp till alla skidföretag, det enda företaget som nappade på idén var Salomon. De gick med på att skapa en skida som såg ut som en helt vanlig skida fast båda spetsarna var uppböjda. De fick då möjligheten att kunna åka baklänges utan att hugga i snön. De började leta sig ut i snowboardparkerna, dock var inte skidfolk populära bland snowboardåkarna då de ansåg att skidorna förstörde kickarna (hoppen).

## Newschool-tävlingar
Den newschool-åkning som expanderat världen över är långt ifrån likt den gamla "old school"-åkningen. Det finns mängder med olika grenar inom newschool-åkningen där slopestyle och big air är de största. Största tävlingen är X-games som även är newschoolåkningens motsvarande. Kända utövare inom dessa grenar är bland andra svenskarna Jacob Wester, Jon Olsson, Niklas Karlström och Henrik Harlaut. Bland nordamerikanerna finns Tanner Hall, TJ Schiller och Simon Dumont.